# Henri-François Brandt
Ne doit pas être confondu avec Henry Brandt.
Henri-François Brandt, né le 13 janvier 1789 à La Chaux-de-Fonds et mort le 9 mai 1845 à Berlin, est un médailleur suisse.

## Biographie
Après avoir suivi un apprentissage dans sa ville natale et à Paris, Henri-François Brandt remporte, en 1813, le prix de Rome en gravure de médaille et pierre fine avec sa médaille intitulée Thésée relève la pierre sous laquelle son père avait caché ses armes. Il séjourne ensuite à l'Académie de France à Rome jusqu'en 1816, puis devient premier médailleur à la Monnaie royale de Berlin de 1817 à sa mort.

## Sources
- « Henri-François Brandt », sur SIKART Dictionnaire sur l'art en Suisse.
- Article Henri-François Brandt dans le Dictionnaire historique de la Suisse en ligne.